# Passion, Grace and Fire
Passion, Grace & Fire es el segundo álbum  de John McLaughlin, Al Di Meola y Paco de Lucía lanzado en 1983. A diferencia de su primer álbum "Friday Night in San Francisco", este álbum está enteramente grabado en estudio.El disco consta de seis piezas compuestas de manera equitativa por cada uno de los tres componentes. Los estilos reflejan las fuentes de cada músico (jazz, world music, flamenco...) aunque se da una simbiosis propia del Jazz Fussion.

## Listado de pistas

### Cara A
1. "Aspan" (John McLaughlin) – 4:09
2. "Orient Blue Suite" (Al Di Meola) – 7:08
  - Parte I
  - Parte II
  - Parte III
3. "Chiquito" (Paco de Lucía) – 4:46

### Cara B
1. "Sichia" (Paco de Lucía) – 3:50
2. "David" (John McLaughlin) – 6:30
3. "Passion, Grace & Fire" (Al Di Meola) – 5:26

## Músicos
- John McLaughlin - (se le escucha en el canal central) - guitarra clásica.
- Al Di Meola - (se le escucha en el canal izquierdo) - guitarra acústica.
- Paco de Lucía - (se le escucha en el canal derecho) - guitarra española.

## Posicionamiento en listas
| Año  | Lista                     | Posición |
| ---- | ------------------------- | -------- |
| 1983 | Billboard 200             | 171      |
| 1983 | Billboard Top Jazz Albums | 23       |
| 1983 | Billboard Jazz Albums     | 9        |